# オリエンタルバイオシルバースター
オリエンタルバイオシルバースター（英: OrientalBio silverstar）は、日本の神奈川県横浜市と川崎市に本拠地を置くアメリカンフットボールのクラブチーム。Xリーグ1部のX1 Superに所属する。
メインスポンサーはオリエンタルバイオ。現在、クラブ事務局を川崎市内に置き、練習場は川崎市川崎区の富士通スタジアム川崎である。

## 歴史
1970年、クラブチームとしてシルバースター創部。チーム名は「日本のアメリカンフットボール界の輝ける星を目指し、日本の頂点で輝く銀の星になる」事を目標に名付けられた。関東・関西ほか全国の色々な大学出身者らで構成されている。
1989年、当時、アサヒビール（法人としては現：アサヒグループホールディングス）代表取締役社長だった樋口廣太郎は、母校のチームである京都大学ギャングスターズの活躍を通じてアメリカンフットボールへの関心を高めていたが、折りしも関西学院大学ファイターズOBの鈴木智之を介して、クラブチーム運営の苦境を知らされ、シルバースターへのスポンサー参加を決意する。以後、アサヒビールは30年以上にわたりチームをサポート。1993年、94年にはライスボウル連覇を果たした。また、アサヒビールのスポンサード開始の1989年以降、下位リーグとの入替戦出場、及び下位リーグへの降格は一度も無かった。
2024年1月、2024年度からオリエンタルバイオがメインスポンサーとなり、チーム名がオリエンタルバイオシルバースターとなることが発表され、ロゴも一新した。チーム運営⺟体は、公共性の⾼い組織を⽬指して設⽴した⼀般社団法⼈SILVERSTARに移行する。
これまで、社会人日本一を4回、ライスボウル制覇を3回経験。リーグ戦では苦しみながらもFINALには常連出場のチームである。創部以来チームを率いた阿部敏彰は過去3回のアメリカンフットボールワールドカップで日本代表チームの監督を務めた。

## 練習拠点
現在は川崎市の富士通スタジアム川崎を練習グラウンドに使用しており、平日は選手は勤務後に自主練習している。週末のチーム全体練習は午前中に行われることが多い。
「スポーツを通じた児童保育・素養拡大」を目的にキッズのフラッグフットボールチーム「kids silverstar」を運営。またキッズのチアリーダー「kids silverstar cheerleaders」も活動している。
また、川崎市の「かわさきSDGｓパートナー」として、SDGｓ達成に向けた取り組みを進めている。

## タイトル

### 社会人リーグ
通算　優勝：4回　準優勝：4回
東京スーパーボウル(1987年～2002年)
- 優勝：4回（1989, 1992, 1993, 1999）
- 準優勝：2回（1987, 1998）

ジャパンXボウル(2003年～2020年)
- 優勝：なし
- 準優勝：2回（2003-2004）

ライスボウル(2021～)
- 出場なし

()内はシーズン年度

### 社会人VS学生大会
ライスボウル(～2021年)
- 優勝：3回（1993-1994, 2000）
- 準優勝：1回（1990）

()内はライスボウル開催年

## 成績

### 秋季リーグ戦成績
|  |  |  | 優勝 |  | 準優勝 |  | 昇格 |  | 降格 |

#### 1997年-2008年（2ステージ制）
| 年度                       | 所属      | レギュラーシーズン | レギュラーシーズン | レギュラーシーズン | レギュラーシーズン | Final6（プレーオフ）                        |
| 年度                       | 所属      | 勝                 | 負                 | 分                 | 順位               | Final6（プレーオフ）                        |
| -------------------------- | --------- | ------------------ | ------------------ | ------------------ | ------------------ | ------------------------------------------- |
| 1997                       | X EAST    | 5                  | 1                  | 0                  | 1位                | セミファイナル敗退（松下電工）              |
| 1998                       | X EAST    | 4                  | 1                  | 0                  | 2位                | 東京スーパーボウル敗退（リクルート）        |
| 1999                       | X CENTRAL | 4                  | 1                  | 0                  | 2位                | 東京スーパーボウル優勝(4)（鹿島ディアーズ） |
| 2000                       | X EAST    | 4                  | 2                  | 0                  | 2位                | ワイルドカード敗退（対アサヒ飲料）          |
| 2001                       | X CENTRAL | 4                  | 2                  | 0                  | 2位                | ワイルドカード敗退（対アサヒ飲料）          |
| 2002                       | X CENTRAL | 3                  | 3                  | 0                  | 3位                |                                             |
| ジャパンエックスボウル開始 |           |                    |                    |                    |                    |                                             |
| 2003                       | X EAST    | 6                  | 2                  | 0                  | 2位                | JXB敗退（オンワードオークス）               |
| 2004                       | X EAST    | 5                  | 4                  | 0                  | 2位                | JXB敗退（松下電工）                         |
| 2005                       | X CENTRAL | 9                  | 2                  | 0                  | 2位                | セミファイナル敗退（オービック）            |
| 2006                       | X CENTRAL | 7                  | 2                  | 0                  | 1位                | ワイルドカード敗退（鹿島ディアーズ）        |
| 2007                       | X EAST    | 6                  | 1                  | 0                  | 3位                |                                             |
| 2008                       | X EAST    | 9                  | 3                  | 0                  | 3位                |                                             |

#### 2009年-2015年（3ステージ制）
| 年度 | 所属      | 1stステージ | 1stステージ | 1stステージ | 1stステージ | 2ndステージ    | Finalステージ                      |
| 年度 | 所属      | 勝          | 負          | 分          | 順位        | 2ndステージ    | Finalステージ                      |
| ---- | --------- | ----------- | ----------- | ----------- | ----------- | -------------- | ---------------------------------- |
| 2009 | X EAST    | 8           | 2           | 0           | 1位         | Super9：1勝1敗 | ファイナルステージ敗退（対富士通） |
| 2010 | X EAST    | 6           | 4           | 0           | 3位         | Super9：0勝2敗 |                                    |
| 2011 | X CENTRAL | 5           | 3           | 1           | 3位         | Super9：0勝2敗 |                                    |
| 2012 | X EAST    | 6           | 3           | 0           | 3位         | Super9：1勝1敗 |                                    |
| 2013 | X EAST    | 4           | 3           | 0           | 3位         | Super9：1勝1敗 |                                    |
| 2014 | X CENTRAL | 5           | 3           | 0           | 3位         | Super9：0勝2敗 |                                    |
| 2015 | X CENTRAL | 6           | 1           | 0           | 3位         | Super9：0勝2敗 |                                    |

#### 2016年-2018年（2ステージ制）
| 年度 | 所属   | レギュラーシーズン | レギュラーシーズン | レギュラーシーズン | レギュラーシーズン | プレーオフ                                 |
| 年度 | 所属   | 勝                 | 負                 | 分                 | 順位               | プレーオフ                                 |
| ---- | ------ | ------------------ | ------------------ | ------------------ | ------------------ | ------------------------------------------ |
| 2016 | X EAST | 4                  | 5                  | 0                  | 3位                | クオーターファイナル敗退（対パナソニック） |
| 2017 | X EAST | 3                  | 6                  | 0                  | 3位                | ワイルドカード敗退（対オール三菱）         |
| 2018 | X EAST | 3                  | 6                  | 0                  | 3位                | ワイルドカード敗退（対オール三菱）         |

#### 2019年-現在（Super・Area制）
- 2022年-2023年シーズンはX1 SuperがDiv.AとDiv.Bの2ディビジョンに分かれて実施。
- 2024年シーズンからEAST・CENTRAL・WESTに地区分け

| 年度                                | 所属     | 地区 | レギュラーシーズン   | レギュラーシーズン   | レギュラーシーズン   | レギュラーシーズン   | プレーオフ                                                  |
| 年度                                | 所属     | 地区 | 勝                   | 負                   | 分                   | 順位                 | プレーオフ                                                  |
| ----------------------------------- | -------- | ---- | -------------------- | -------------------- | -------------------- | -------------------- | ----------------------------------------------------------- |
| 2019                                | X1 Area  |      | 4                    | 2                    | 0                    | 2位                  | リクシルディアーズ（現・胎内ディアーズ）と同率2位のため抽選 |
| 2020                                | X1 Area  |      | 短縮日程のため交流戦 | 短縮日程のため交流戦 | 短縮日程のため交流戦 | 短縮日程のため交流戦 | 短縮日程のため交流戦                                        |
| ライスボウルへ移行（Xリーグ決勝戦） |          |      |                      |                      |                      |                      |                                                             |
| 2021                                | X1 Area  |      | 6                    | 0                    | 0                    | 1位                  | X1 Superに自動昇格                                          |
| 2022                                | X1 Super |      | 2                    | 3                    | 0                    | A4位                 | クオーターファイナル敗退（対富士通）                        |
| 2023                                | X1 Super |      | 2                    | 3                    | 0                    | B4位                 | クオーターファイナル敗退（対パナソニック）                  |
| 2024                                | X1 Super | C    | 2                    | 4                    | 0                    | 9位                  |                                                             |

## チーム名の変遷
| 期間            | チーム名称                       | メインスポンサー   |
| --------------- | -------------------------------- | ------------------ |
| 1970年 - 1988年 | シルバースター                   |                    |
| 1989年 - 2023年 | アサヒビールシルバースター       | アサヒビール       |
| 2024年 - 現在   | オリエンタルバイオシルバースター | オリエンタルバイオ |

## 著名な選手
- 東海辰弥

ライスボウル2連覇に貢献、第40・41代ポール・ラッシュ杯受賞。「怪物くん」の愛称を持つ。アサヒビールの社員選手。
- 金岡禧友

東海の後継QBとしてチームを牽引。現在はコーチに就任。
- 中村友

第53代ポール・ラッシュ杯受賞。甲子園・ライス・ワールドカップの全てで優勝を経験。
- 東野稔

立命館大学の初優勝に貢献、「関西学生史上ナンバーワンQB」と呼ばれた。アサヒビールの社員選手。
- 有馬隼人

関西学院大学出身。1999年度の学生最優秀選手である「ミルズ杯」を獲得。大学卒業後は、TBSアナウンサーとして活動していたが、2004年6月にTBSを退社してチームに参加。現在はシルバースターのヘッドコーチ。所属事務所はグリーンメディア(アスリート部門及び、アナウンサー部門に所属)。
※2008-2009年度はアサヒ飲料チャレンジャーズに移籍。
- 波木健太郎

早稲田大を初の甲子園ボウルに導く。NFLヨーロッパで日本人初のパス成功を記録。
- 木村俊作

日体大出身。木村拓哉の実弟。日本代表になり、W杯大会日本の連覇に貢献した。アパレルメーカーに勤務している。
- 玉井摂人

同志社大学出身。第2回W杯大会日本代表メンバー。
- 三原雄太

関西学院大学出身。2007年度の年間最優秀選手（ミルズ杯）と第62回甲子園ボウル最優秀選手をダブル受賞。
ライスボウルパッシングレコードホルダー（第61回大会）。
- 佐々木康元

日本大学出身。1999年日本一チームのキャプテンを務めた。第1回（イタリア）、第2回（ドイツ）W杯大会においても、優勝した日本代表のキャプテンを務めた。
- 梶山龍誠

　　日本大学出身。1999年社会人選手権及び2000年ライスボウル（第53回日本選手権）優勝。第１回W杯大会優勝メンバー。株式会社ピケンテクノ代表取締役社長。
- 堀古英司

　　関西学院大学出身。第40回甲子園ボウル出場。ホリコキャピタルマネジメント代表。
- 加藤智治

　　東京大学出身。1999年社会人選手権及び2000年ライスボウル（第53回日本選手権）優勝メンバー。ドイツ銀行、マッキンゼー、（株）あきんどスシロー専務、ゼビオ（株）代表取締役社長を経て、まん福ホールディングス株式会社代表取締役社長。
- 加藤隆哉

　　京都大学出身。（株）グロービス共同設立者兼最高責任者、（株）サイバード取締役を経て、ミドクラジャパン代表取締役。
- 秦英之

　　明治大学出身。1999年社会人選手権及び2000年ライスボウル（第53回日本選手権）優勝メンバー。ソニー株式会社、レピュコムジャパン株式会社代表取締役社長、ニールセンスポーツ北アジア代表、格闘技団体のONE Championshipジャパンの代表取締役社長を経て、三遠ネオフェニックス国際部門バイスプレジデント兼ジェネラルマネジャー。